# マーラ (アジアゾウ)
マーラ（2011年9月17日 - 2017年8月13日）は、「のんほいパーク」（愛知県豊橋市）で飼育されていたメスのアジアゾウである。
マーラの誕生は、日本におけるアジアゾウ繁殖成功例の4例目である。2013年1月、1歳4か月で両前脚の骨折が判明する。その後、懸命の治療が行われ、骨折は完治する。しかし、ほとんど寝たままの状態で過ごさざるを得なかったために、筋力が衰え立てなくなり、その筋力を回復させるリハビリが行われた。この治療が成功すれば、日本初の例となるとされていたが、2017年8月13日午前11時頃、6歳の誕生日を目前にして死亡した。

## 誕生

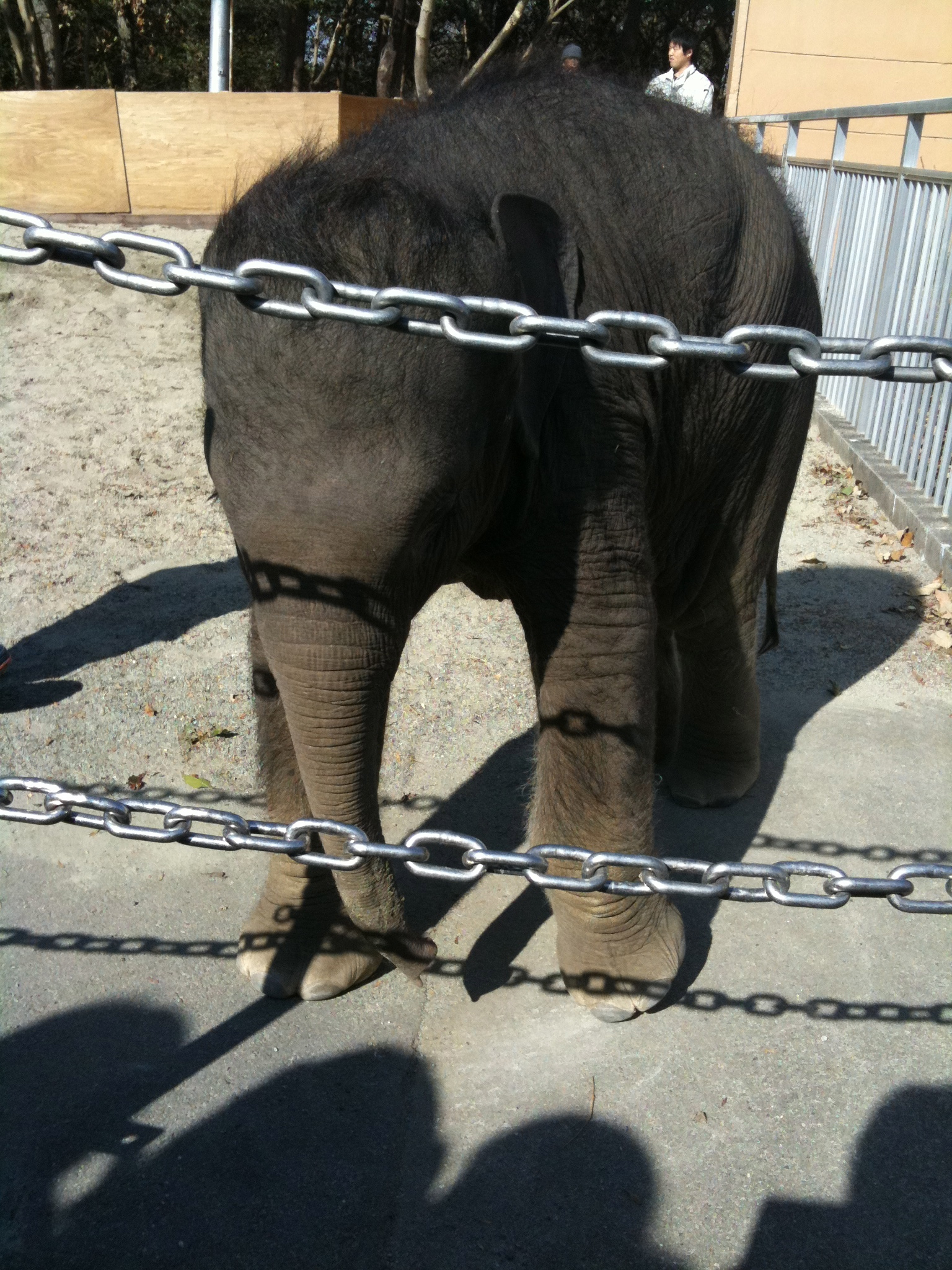
運動場のマーラ (2012年1月29日)

赤ちゃんゾウ（のちにマーラと命名）は、2011年9月17日に、「ダーナ」（オス）と「アーシャー」（メス）との間に産まれた。母ゾウの妊娠期間は約635日で、お産は16日の夜に始まり、日付が変わって17日午前0時半ごろに無事出産した。体重90キロ、背の高さ90センチであった。母ゾウの年齢は34歳、これが初出産であった。
母親アーシャは出産直後に混乱し、赤ちゃんゾウを攻撃したため、赤ちゃんゾウを母親と引き離し、人工哺育（人工飼育）に切り替えることになった。
これによりマーラは免疫成分を含む母ゾウの母乳が飲めない状況となったため、動物園は同じく免疫成分のある牛の初乳を代わりに与えた。
誕生後のマーラの健康状態は良好で、一日1キロ体重が増えていった。
また、のちに、母ゾウとは柵越しに対面したり、餌（青草）の食べ方を教えられている。
また、2012年6月15日、母ゾウ・アーシャーは、アジアゾウは出産が難しいとされる中、子ゾウ・マーラを出産したことにより、日本動物愛護協会から日本動物大賞の功労動物賞を贈られた。

### 一般公開
2011年11月23日、赤ちゃんゾウの名は、駐日インド大使が考えた10の候補から、一般投票での得票が多かった「マーラ」（サンスクリット語で“花の冠”という意味）と決まり、そして、この日よりマーラの一般公開もなされた。
このはじめての一般公開は、3000人ほどがゾウ舎を取り囲んだ。また、2012年1月13日からは、冬場の運動をかねて、10分間ほど歩行訓練を公開している。
2012年4月22日の報道では、マーラは離乳食のバナナやゾウ用のミルクを飲み、体重は誕生時の90.5キロから4倍弱の345キロに育っている。この頃のマーラは一日2時間程度、野外で公開されていた。また、9月17日の、マーラ1歳の誕生日にも体重が公表され、誕生時の5倍以上の474キロに成長した。さらに、11月27日には体重519.5キロに成長した。
動物園は、赤ちゃんゾウのマーラがメディアで話題となり、2012年9月以降の入場者数の増加につながったと推測されている。
2012年4月19日には、豊橋鉄道市内線の路面電車が子ゾウを意識したデザインに変わった。この車両は、既存の「のんほいパーク号」（モ3201）を改装して、車体正面にマーラの顔を描き、乗車ドア付近に親子ゾウの写真（合成写真）をプリントしたもので、車内にはマーラの写真やビデオ放映のモニターまで設置された。

## 骨折とリハビリ

### 骨折
マーラは1歳になったばかりの2012年9月30日に、放飼場でつまずいて右前脚を痛め、しばらく右前脚を引きずる様子を見せた。このケガは数日で治ったが、今度は右前脚を庇っていた左前脚を痛めてしまった。そのため、10月13日から一般公開を中止した。
12月になると、再び右前脚で不自然な動きが見られるようになった。そして、翌2013年1月5日 - 13日の間は、マーラは痛みのため横になろうとせず、立ったまま眠らない状態（熟睡が困難な状態）となった。このため1月28日にレントゲン検査をしたところ、両前脚が内側に向けて骨折しているのがみつかった。この骨折はすみやかにギプスをつけて治療された。しかし以来のマーラは寝たきりの生活を送ることになった。
そして、骨折がほぼ治った3月末から、マーラはおなかに巻いた帯で天井からつり上げた状態で四肢を床に着け、立っている状態を保つという、リハビリ訓練を受けはじめた。4月5日には、リハビリ中のマーラの画像が公開され、立つ訓練において20分ほど立っていられるようになったと公表された。
2017年8月13日午前10時よりプールでの歩行訓練を始めた後、10時50分頃、突然動かなくなり、同午前11時頃死亡が確認された。数日前より下痢の症状が見られたが、食欲はあったという。死因は腸捻転と見られる。

### タイの獣医訪問
2013年5月14日 - 16日、国立ゾウ研究所・ゾウ病院院長のシティデット・マハサワンクルとチェンマイ大学獣医学部講師のチャレアムチャット・ソムギルドの両獣医が招かれ、3日の間、マーラを観察した。
この際、両獣医は、右前脚の骨折回復状況の確認、及び、飼育環境やリハビリの進展具合をチェックした。
アジアゾウの飼育はタイ王国で盛んに行われているためである。
3日目の16日に、両獣医は記者会見を行った。両獣医は、動物園の初期対応が早く、また、マーラが若く回復力が高いこともあって「治療は大変良くやっている」と評価した。
そのうえで病院長のシティディットは「私の経験上、母乳で育てられなかった場合、子ゾウの約9割に骨折が起きる」と述べ、骨折原因として栄養不足でマーラの骨がもろかった可能性が高いことと、母ゾウの育児放棄が最大の原因であることを指摘した。
そして、マーラの右前脚の骨折はわずかな変形があるものの、癒着の途上で、仮骨が骨折部を覆い、骨がくっついた状態であり、すでに固定具は除去できたことについて、
両獣医は「うまくいけば、骨折部は変形せずに原型通りに治る可能性もある。まずはしっかりリハビリに励んで欲しい」と述べた。
また、マーラは食欲もあり、歩きたがっていることから、「早い段階でプールを使って、歩く訓練に着手すべき」だとした。
さらに、完全治癒や再発防止を視野に単一のリハビリを繰り返すだけでなく、「サプリメントでビタミンDを補うことや、患部周辺にマッサージを施すこと、日光不足の解消に人工的な紫外線照射を与えるなど、各種の療法を組み合わせることが必要」との見解を示した。また、カルシウム代謝などの数値管理も行うよう求めた。
今後マーラが自力で立って生活できる可能性について、両獣医は「個体差があり、現段階では何とも言えない」と説明した。
また、もしマーラがスムーズな自力歩行が困難になった場合を念頭に、「タイでは体に補助車を付けて、飼育している例もある」と答えた。
ほかに、動物園が検討しているダーナとアーシャーの第二子妊娠については、「タイでは出産に合わせて鎮静剤を打って四肢をチェーンで固定して赤ちゃんゾウに母乳を与えさせ、成功した事例もある」とも述べた。
これらの助言をうけて、動物園側は「5月20日に、マーラを現在の寝室からさらに広々としたダーナの寝室に移し、6月上旬からプールを使ったリハビリを行う」と予定を述べている。

### リハビリ
マーラは骨折の治療のため長い期間、寝たままの生活を続けざるをえず、その結果、骨と筋力が骨折前よりも弱くなってしまい、自力では立てなくなっていた。
そこで、2013年3月から、腹帯でつり上げて立つリハビリを開始したが、さらに本格的なリハビリとして、7月から簡易プールを使った水中運動療法と電気マッサージの刺激による筋肉強化も始まった。ほか、晴天時は太陽光を浴び、曇りの日は太陽光装置による照射を実施した。
水中リハビリが始まった当初は、足元を濡らす程度の水で10分間ほど行い、約5分ほどしか立てなかったが、8月には体の半分がつかる深さ約1.2メートルの水の中で20分間、9月には40分間ほどの水遊びができるまで回復した。その際に、マーラは水の中ではしゃぐこともあったり、プールの後のマーラは寝たまま脚を動かすこともあった。
しかし8月の時点では、一日の大半の23時間ほどは寝たままの状態であり、骨と筋力が弱くなって再骨折のリスクが高まるなど、以前の状態に戻るめどは立っていなかった。
2013年1月1日の体重は543キロであったが、8月17日は429キロ、9月に公表された体重は440キロであった。餌はミルク以外にも、離乳食としてリンゴやバナナなどの果物や野菜のほか、青草やサツマイモで作った団子などを与えて、離乳も行われていた。